# Footballeur serbe de l'année
Le titre de Footballeur serbe de l'année est remis chaque année par la Fédération de Serbie de football au meilleur joueur de football serbe. Il était originellement décerné par la Fédération de Serbie et Monténégro de football. Le titre de Meilleur entraîneur de l'année est remis à la même occasion.

## Joueur de l'année
| Année | Joueur de l'année       | Équipe            |
| ----- | ----------------------- | ----------------- |
| 2005  | Nemanja Vidić           | Spartak Moscou    |
| 2006  | Dejan Stanković         | Inter Milan       |
| 2007  | Nikola Žigić            | Valence CF        |
| 2008  | Nemanja Vidić (2)       | Manchester United |
| 2009  | Miloš Krasić            | CSKA Moscou       |
| 2010  | Dejan Stanković (2)     | Inter Milan       |
| 2011  | Aleksandar Kolarov      | Manchester City   |
| 2012  | Branislav Ivanović      | Chelsea FC        |
| 2013  | Branislav Ivanović (2)  | Chelsea FC        |
| 2014  | Nemanja Matić           | Chelsea FC        |
| 2015  | Nemanja Matić (2)       | Chelsea FC        |
| 2016  | Dušan Tadić             | Southampton FC    |
| 2017  | Vladimir Stojković      | Partizan Belgrade |
| 2018  | Aleksandar Mitrović     | Fulham            |
| 2019  | Dušan Tadić (2)         | Ajax Amsterdam    |
| 2020  | non attribué            | non attribué      |
| 2021  | Dušan Tadić (3)         | Ajax Amsterdam    |
| 2022  | Aleksandar Mitrović (2) | Fulham            |
| 2023  | Aleksandar Mitrović (3) | Al-Hilal          |
| 2024  | Dušan Vlahović          | Juventus          |

## Entraîneur de l'année
| Année | Joueur de l'année    | Équipe                   |
| ----- | -------------------- | ------------------------ |
| 2005  | Ilija Petković       | Serbie-et-Monténégro     |
| 2006  | Ljubiša Tumbaković   | Shandong Luneng Taishan  |
| 2007  | Miroslav Đukić       | Partizan Belgrade Serbie |
| 2008  | Slaviša Jokanović    | Partizan Belgrade        |
| 2009  | Radomir Antić        | Serbie                   |
| 2010  | Milovan Rajevac      | Ghana                    |
| 2011  | Ivan Jovanović       | APOEL Nicosie            |
| 2012  | Dragan Okuka         | Jiangsu Sainty           |
| 2013  | Ljubinko Drulović    | Serbie -19 ans           |
| 2014  | Radovan Ćurčić       | Serbie espoirs           |
| 2015  | Veljko Paunović      | Serbie -20 ans           |
| 2016  | Dragan Stojković     | Guangzhou                |
| 2017  | Vladan Milojević     | Étoile rouge de Belgrade |
| 2018  | Vladan Milojević (2) | Étoile rouge de Belgrade |
| 2019  | Siniša Mihajlović    | Bologne FC               |
| 2020  | non attribué         | non attribué             |
| 2021  | Dragan Stojković     | Serbie                   |
| 2022  | Dragan Stojković     | Serbie                   |
| 2023  | Dragan Stojković     | Serbie                   |
| 2024  | Vladan Milojević     | Étoile rouge de Belgrade |